# Emmanuel Zamor
Pour les articles homonymes, voir Zamor (homonymie).
Manuel Pierre Hubert Zamore dit Emmanuel Zamor (1840-1919) est un artiste peintre et auteur-compositeur français d'origine brésilienne ayant fait carrière en France.

## Biographie
Né le 19 mai 1840 à Salvador (Bahia), enfant abandonné et recueilli par la paroisse de la Basílica Nossa Senhora da Conceição da Praia de Salvador, il est adopté en 1845 par un couple de Français, Pierre Emmanuel Zamore et Rose Neveu, puis emmené à Paris. Il étudie la musique et le dessin et, vers 1858, il fréquente l'Académie Julian, choisissant comme nom d'artiste « Emmanuel Zamor » ; il est surnommé « le Petit Brésilien ». En 1860, il retourne à Salvador, où la plupart de ses toiles disparaissent lors d'un incendie. En 1868, il retourne à Paris pour assister aux funérailles de son père adoptif et ne quitte plus la France. En 1870, il fait ses débuts au Salon de Paris sur les conseils de Nicolas Berthon ; il y présente une toile intitulée Corbeau s’abattant sur une tête de mort ; son domicile parisien est indiqué comme étant au 94 de la rue Amelot. On le retrouve au Salon des artistes français de 1880, 1884, 1887 et 1897. Outre Berthon, il indique avoir comme maître Henri Guilmard (1849-?). Ses dernières toiles montrent des paysages de Champigny-sur-Marne et Créteil.
À partir de 1869, Zamor apparaît comme compositeur et parolier de chansons, pour un répertoire comprenant 205 titres. En août 1891, résidant au 15 de la rue Saint-Gilles, il fonde et préside la société lyrique et dramatique de chansonniers « Les Modernistes », avec une soirée inaugurale au Globe, boulevard de Strasbourg ; les activités perdurent ensuite plusieurs mois à l'Hôtel Moderne, place de la République. En tant que parolier, son nom est attaché à une série de chansons produites entre 1907 et 1915 avec son fils Antoni Manuel, dit « Harry Zamore », pianiste, né en 1881. Sa première épouse, Olympe Léontine Lecornu, est signalée comme élève diplômée du Conservatoire et pianiste ; elle décède en 1882. 
Il épouse en secondes noces Eugénie Kollmann (décédée en 1916), modiste, et s'installe à Créteil, où il meurt le 6 mars 1919, dans sa maison, quai du Halage.
En 1984, ce sont 37 toiles redécouvertes de l'artiste dans une vente chez Christie's Paris par Jean-Claude Castoriano qui sont confiées au Museu de Arte de São Paulo et donnent lieu à des expositions,.

## Collections publiques

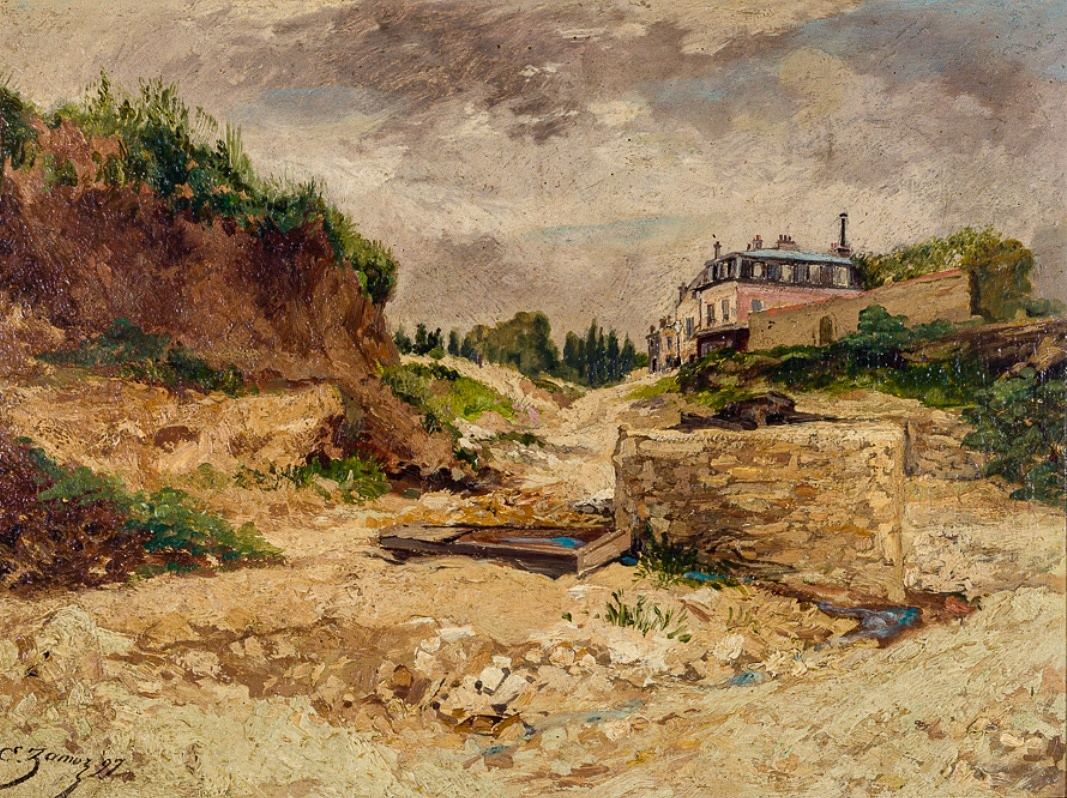
La Carrière de Mr. Lefebvre à Créteil, huile sur toile, 1897, São Paulo, musée Afro Brasil.

Des toiles et dessins sont conservées au Brésil, par le Museu Afro Brasil, le Musée d'art de São Paulo et le Museu de Arte Brasileira da Fundação Armando Álvares Penteadode à São Paulo.
La Bibliothèque nationale de France possède en son fonds de nombreuses partitions imprimées.